# Мельник Михайло Минович
Михайло Минович Мельник (10 листопада 1911, місто Біла Церква, Київська область — 26 листопада 1943 року, село Ковалівщина, Коростенський район Житомирської області) — учасник Другої світової війни, військовий, Герой Радянського Союзу (1943). Бойові і державні нагороди СРСР

## Життєпис
Трудився на виробництвах у Білій Церкві. Служба в Радянській Армії 1932—1934 роках. У 1940 році повернувся в ряди військовослужбовців, закінчив курси молодших лейтенантів. З 1941 року — у діючій армії. У складі 385-го батальйону стрілецького полку 112-ї стрілецької дивізії відзначився під час форсування Дніпра біля села Ясногородка (Димер, Вишгородського району, Київська обл). Загинув під час бою. Його іменем названо одну з вулиць міста Коростень, Житомирська область.